# Michael Mörz
Michael Mörz (Eisenstadt, 2 aprile 1980) è un allenatore di calcio ed ex calciatore austriaco, di ruolo centrocampista.

## Carriera

### Club
Gioca la prima partita con il Mattersburg l'11 luglio 2000. Debutta invece nella Bundesliga austriaca il 13 luglio 2003.